# العلاقات الإيطالية التركية
العلاقات الإيطالية التركية هي العلاقات الثنائية التي تجمع بين إيطاليا وتركيا.

## مقارنة بين البلدين
هذه مقارنة عامة ومرجعية للدولتين:
| وجه المقارنة                                              | إيطاليا                                                  | تركيا         |
| --------------------------------------------------------- | -------------------------------------------------------- | ------------- |
| المساحة (كم2)                                             | 301.34 ألف                                               | 783.56 ألف    |
| عدد السكان (نسمة)                                         | 60.60 مليون                                              | 80.14 مليون   |
| الكثافة السكانية (ن./كم²)                                 | 201.1                                                    | 102.28        |
| العاصمة                                                   | روما، فلورنسا، تورينو                                    | أنقرة         |
| اللغة الرسمية                                             | اللغة الإيطالية                                          | اللغة التركية |
| العملة                                                    | يورو، ليرة إيطالية                                       | ليرة تركية    |
| الناتج المحلي الإجمالي (بليون دولار)                      | 1.93 تريليون                                             | 851.10 مليار  |
| الناتج المحلي الإجمالي (تعادل القوة الشرائية) بليون دولار | 2.26 تريليون                                             | 1.57 تريليون  |
| الناتج المحلي الإجمالي الاسمي للفرد دولار أمريكي          | 29.96 ألف                                                | 9.12 ألف      |
| الناتج المحلي الإجمالي للفرد دولار أمريكي                 | 35.46 ألف                                                | 19.79 ألف     |
| مؤشر التنمية البشرية                                      | 0.873                                                    | 0.761         |
| رمز المكالمات الدولي                                      | +39                                                      | +90           |
| رمز الإنترنت                                              | .it                                                      | .tr           |
| المنطقة الزمنية                                           | توقيت وسط أوروبا، ت ع م+01:00، ت ع م+02:00، أوروبا/روما ‏ | ت ع م+03:00   |

## مدن متوأمة
في ما يلي قائمة باتفاقيات التوأمة بين مدن إيطالية وتركية:
- ترتبط فيرونا مع قونية باتفاقية توأمة منذ 1960.[15][15][16][17]
- ترتبط مونتيفاغو مع تكيرداغ باتفاقية توأمة.
- ترتبط تورينو مع إزمير باتفاقية توأمة منذ 2012.[18][18][18]
- ترتبط مدينة ميتروبوليتان جنوة مع بك أوغلي باتفاقية توأمة منذ 6 نوفمبر 1990.[19][20][21][22]
- ترتبط ألبيروبيلو مع حران باتفاقية توأمة منذ 27 مارس 2004.[23][24][25][26]
- ترتبط فونتانيفا مع بارتين باتفاقية توأمة.
- ترتبط فيبو فالينتيا مع عنتاب باتفاقية توأمة.
- ترتبط فلورنسا مع إسطنبول باتفاقية توأمة منذ 19 مايو 2008.[27][27][27][27]
- ترتبط برينديزي مع Karadeniz Ereğli [الإنجليزية]‏ باتفاقية توأمة.
- ترتبط بوميتسيا مع جنق قلعة باتفاقية توأمة منذ 1974.
- ترتبط ليفورنو مع أضنة باتفاقية توأمة.
- ترتبط شاكا مع قرشهر باتفاقية توأمة.
- ترتبط أنكونا مع إزمير باتفاقية توأمة منذ 2005.[18][28]
- ترتبط جنوة مع بك أوغلي باتفاقية توأمة منذ 15 مارس 1985.[19][20][21][29]
- ترتبط البندقية مع إسطنبول باتفاقية توأمة منذ 1 مايو 2010.[30][30]
- ترتبط Asciano [الإنجليزية]‏ مع بلجوة [الإنجليزية]‏ باتفاقية توأمة.[31]
- ترتبط ألبا مع برغاما باتفاقية توأمة منذ 2001.[32]

## منظمات دولية مشتركة
يشترك البلدان في عضوية مجموعة من المنظمات الدولية، منها:
| علم المنظمة | اسم المنظمة                               | تاريخ انضمام إيطاليا | تاريخ انضمام تركيا |
| ----------- | ----------------------------------------- | -------------------- | ------------------ |
|             | مجموعة العشرين                            | ?                    | ?                  |
|             | مجلس أوروبا                               | 5 مايو 1949          | 9 أغسطس 1949       |
|             | منظمة التعاون الاقتصادي والتنمية          | 29 مارس 1962         | ?                  |
|             | منظمة التجارة العالمية                    | 1995                 | 26 مارس 1995       |
|             | المنظمة الأوروبية لسلامة الملاحة الجوية   | 1996                 | 1989               |
|             | الاتحاد البريدي العالمي                   | ?                    | ?                  |
|             | الوكالة الدولية للطاقة                    | ?                    | ?                  |
|             | حلف شمال الأطلسي                          | 4 أبريل 1949         | 18 فبراير 1952     |
|             | مجموعة الموردين النوويين                  | ?                    | ?                  |
|             | يونسكو                                    | ?                    | 4 نوفمبر 1946      |
|             | اتفاقية السماوات المفتوحة                 | ?                    | ?                  |
|             | مؤسسة التمويل الدولية                     | 27 ديسمبر 1956       | 19 ديسمبر 1956     |
|             | المركز الدولي لتسوية المنازعات الاستشارية | 28 أبريل 1971        | 2 أبريل 1989       |
|             | الفريق المعني برصد الأرض                  | ?                    | ?                  |
|             | بنك التنمية الآسيوي                       | 1966                 | 1991               |
|             | منظمة حظر الأسلحة الكيميائية              | ?                    | ?                  |
|             | مؤسسة التنمية الدولية                     | 24 سبتمبر 1960       | 22 ديسمبر 1960     |
|             | مجموعة أستراليا                           | 1985                 | 2000               |
|             | منظمة الأمن والتعاون في أوروبا            | 25 يونيو 1973        | 25 يونيو 1973      |
|             | مركز تنسيق الحركة في أوروبا ‏              | ?                    | ?                  |
|             | نظام تحكم تكنولوجيا القذائف               | 1987                 | 1997               |
|             | وكالة ضمان الاستثمار متعدد الأطراف        | 29 أبريل 1988        | 3 يونيو 1988       |
|             | الاتحاد الدولي للاتصالات                  | 1866                 | 1866               |
|             | منظمة الشرطة الجنائية الدولية             | ?                    | ?                  |
|             | الأمم المتحدة                             | 14 ديسمبر 1955       | 24 أكتوبر 1945     |
|             | البنك الدولي للإنشاء والتعمير             | 27 مارس 1947         | 11 مارس 1947       |
|             | المنظمة الهيدروغرافية الدولية             | ?                    | ?                  |
|             | البنك الإفريقي للتنمية                    | ?                    | ?                  |
|             | اتحاد المدفوعات الأوروبي ‏                 | ?                    | ?                  |

## أعلام
هذه قائمة لبعض الشخصيات التي تربطها علاقات بالبلدين:
- بريهان الرومية (18 مارس 1942 – 5 مايو 2016)
- هوغو برات (15 يونيو 1927[43][44][45] – 20 أغسطس 1995[43][44][45])

## وصلات خارجية
- موقع وزارة الخارجية الإيطالية
- موقع وزارة الخارجية التركية